# Vilém Trsek
Vilém Trsek (7. ledna 1862 Běleč  – 6. května 1937 Praha), byl český akademický malíř.

## Život a dílo
Narodil se v lesích na Křivoklátsku v rodině Eduarda Trska, který byl „pojezdný“ u Fürstenbergů. Rané dětství strávil v lesích na Křivoklátsku.
V letech 1878 – 1890 studoval na malířské Akademii v Praze u prof. A. Lhoty, Fr. Sequense a M. Pirnera. 
Vilém Trsek byl zakládajícím členem J.U.V. v Praze. V roce 1900 vystavoval v Paříži, kde získal čestné uznání.
Vilém Trsek zemřel 6. května 1937 v Praze. Byl významnou postavou české výtvarné scény, která ovlivnila podobu uměleckého prostředí v období pozdního 19. a raného 20. století.  Jeho umělecký přínos spočíval v akademickém přístupu k malbě, kde zdůrazňoval kvalitu a preciznost provedení.

## Galerie

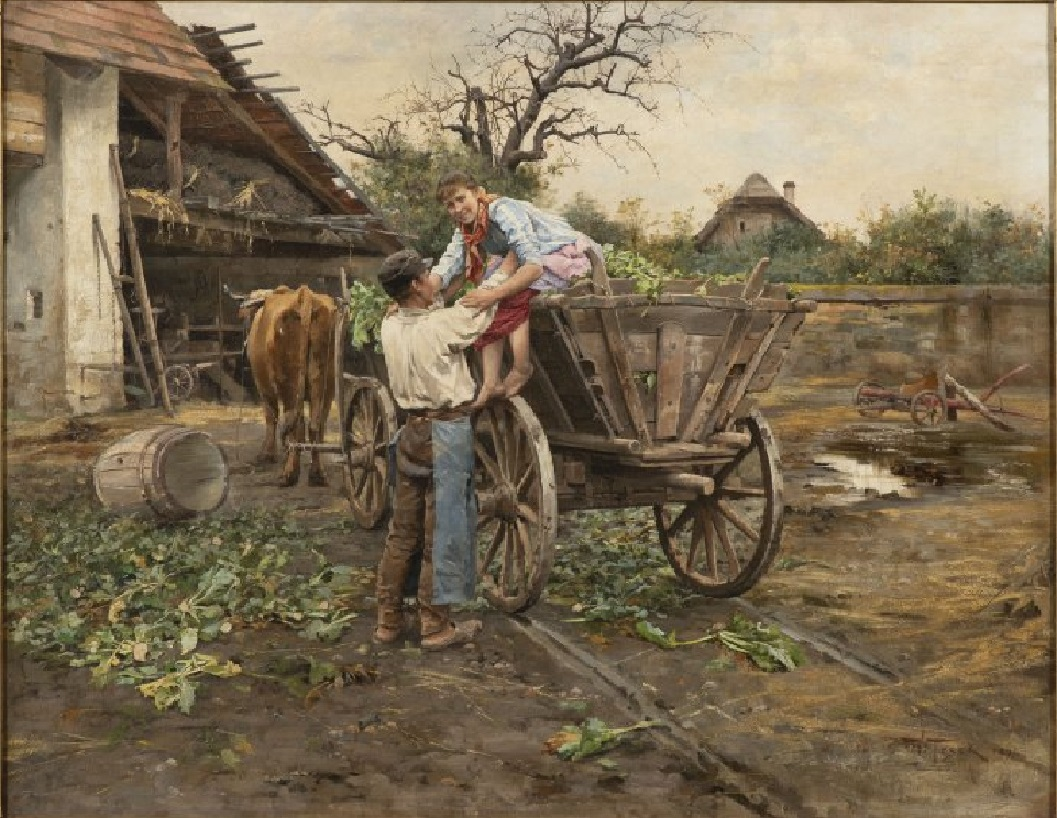
Vilém Trsek Sladké břímě (1894)
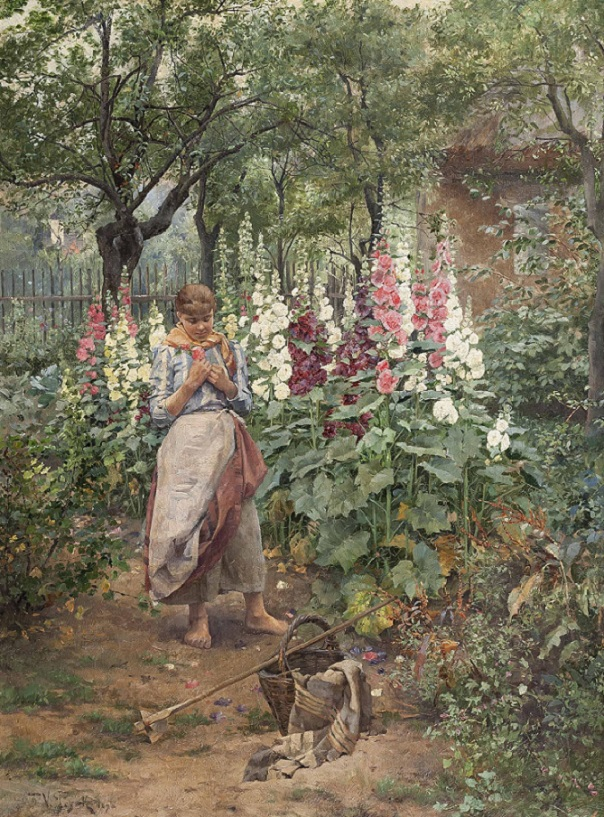
Vilém Trsek Zahradnice (1898)
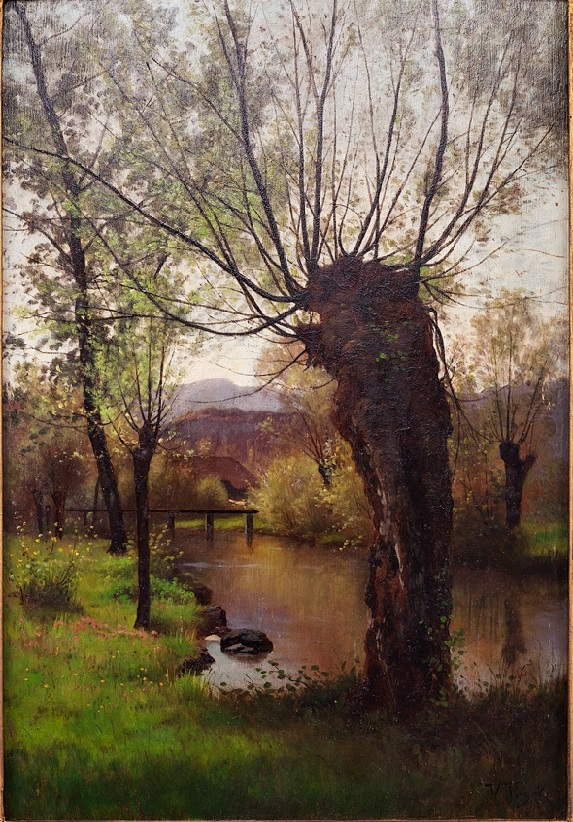
Vilém Trsek Vrby u potoka
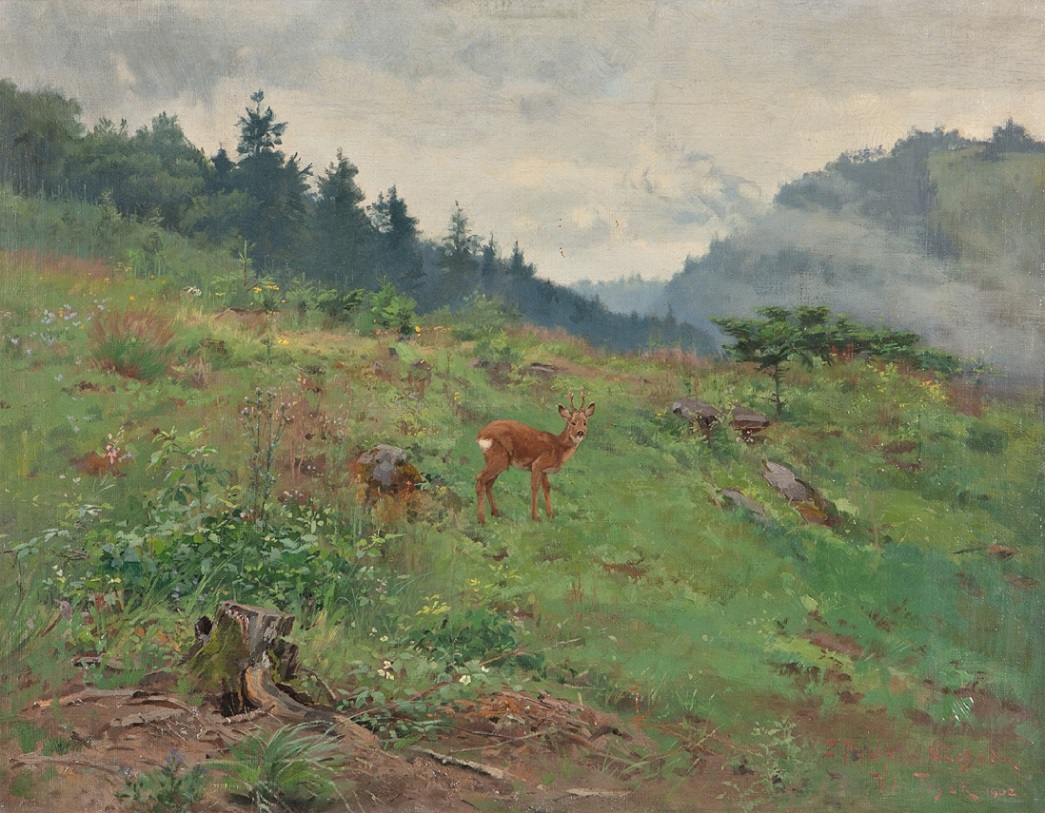
Vilém Trsek Z Pekla u Náchoda (1902)
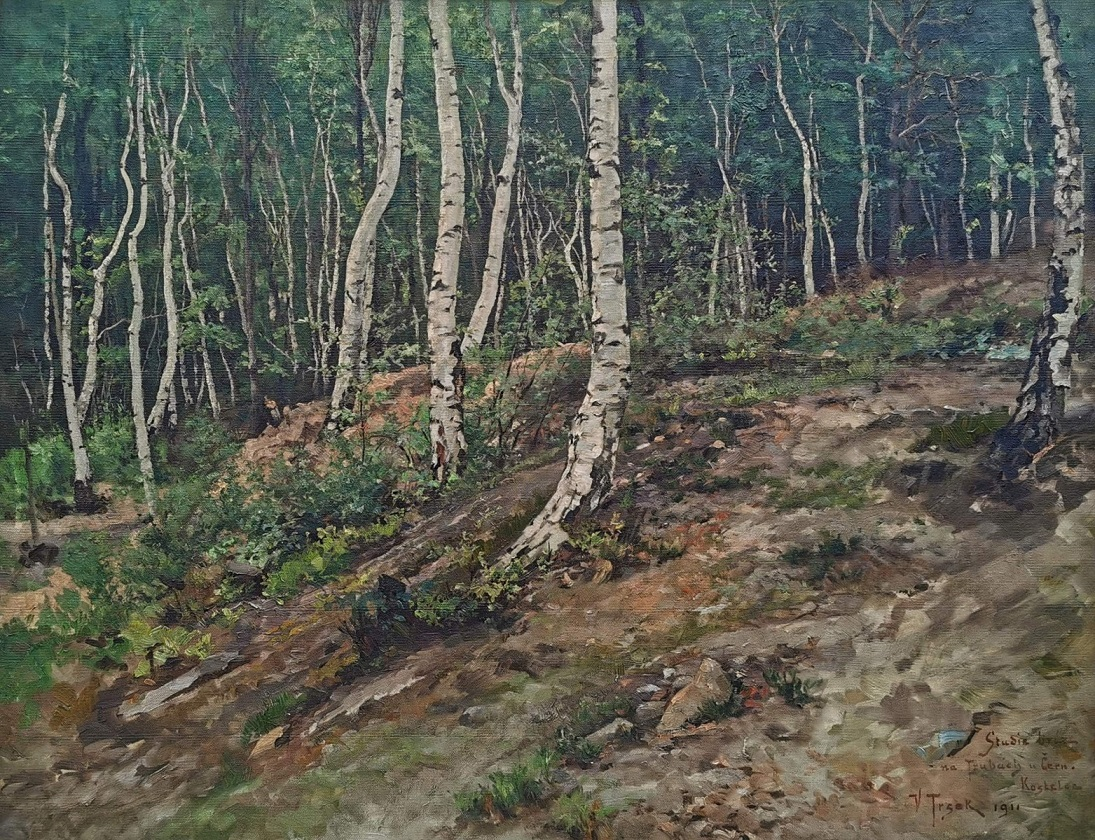
Vilém Trsek Studie bříz (1911)
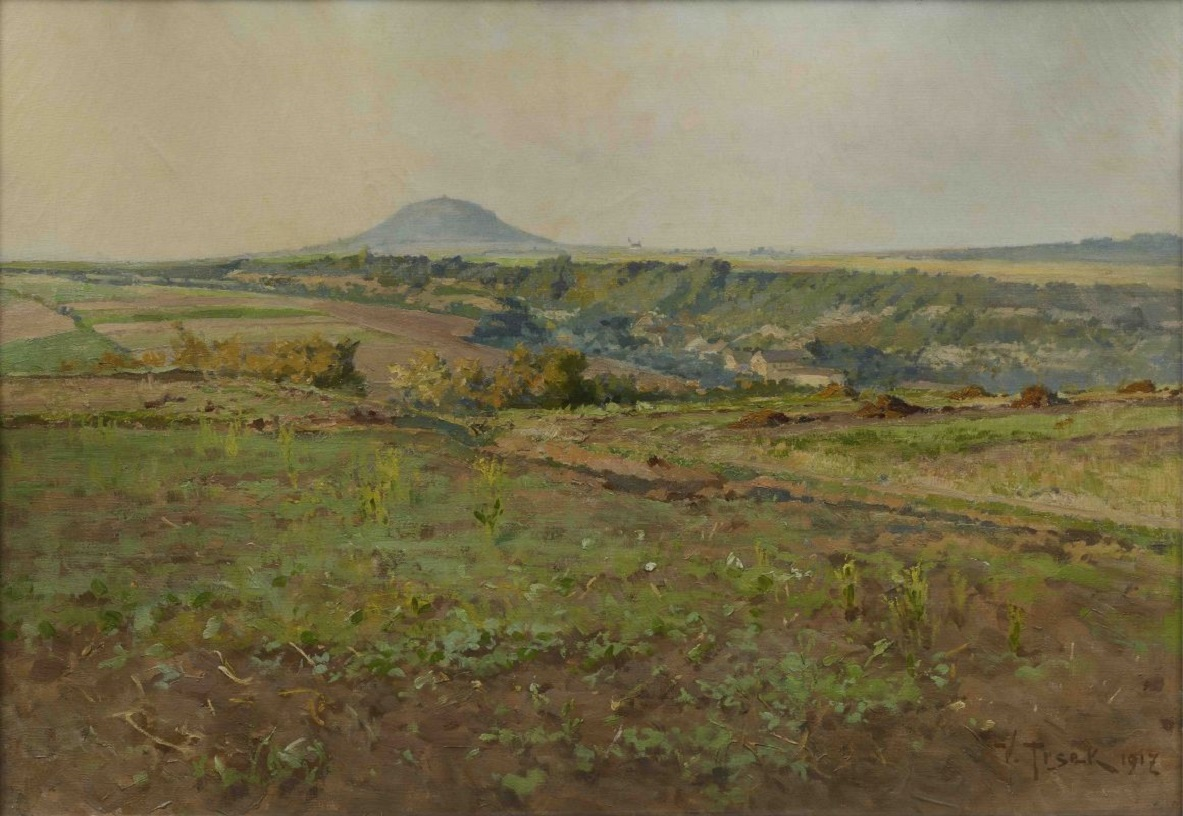
Vilém Trsek Říp (1917)
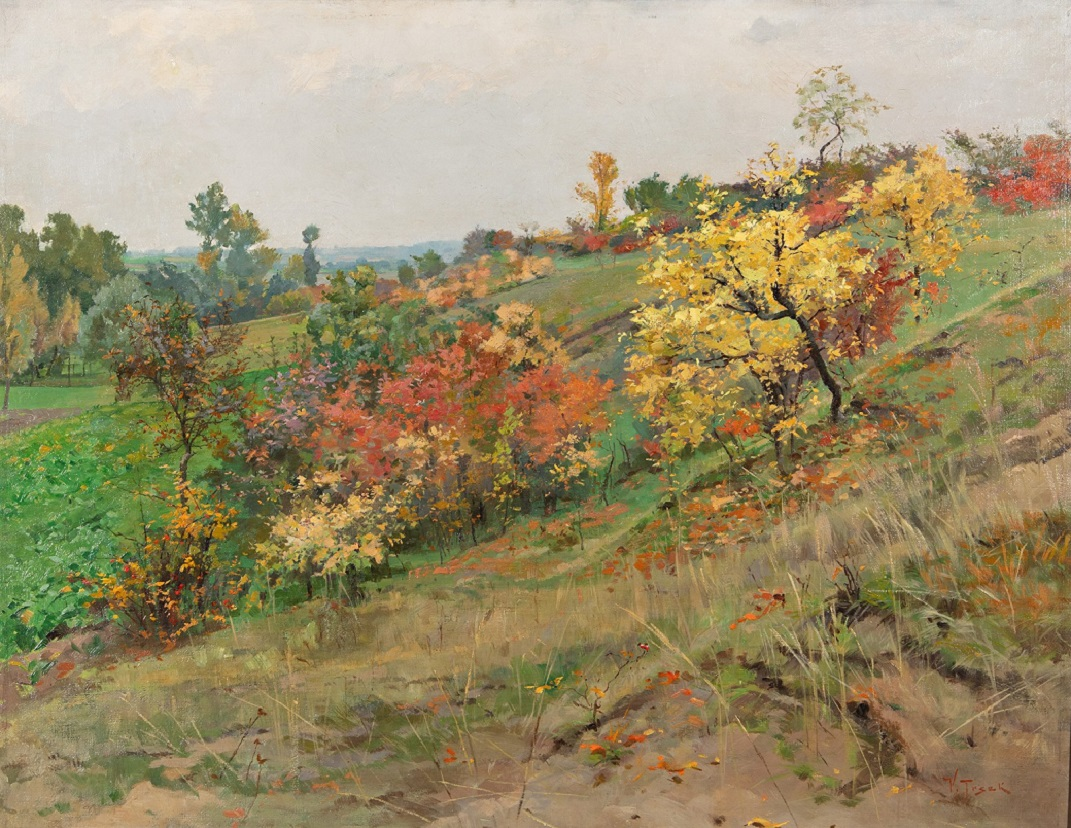
Vilém Trsek Podzimní stráň
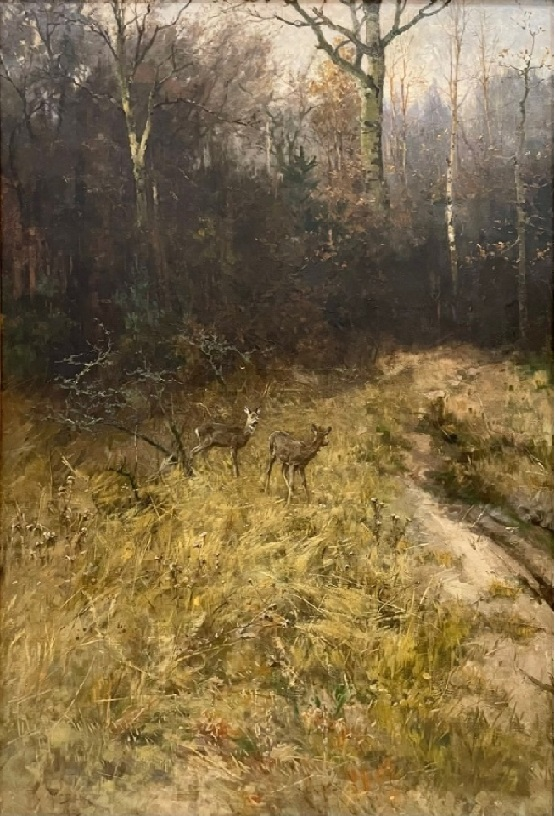
Vilém Trsek U lesa (1923)
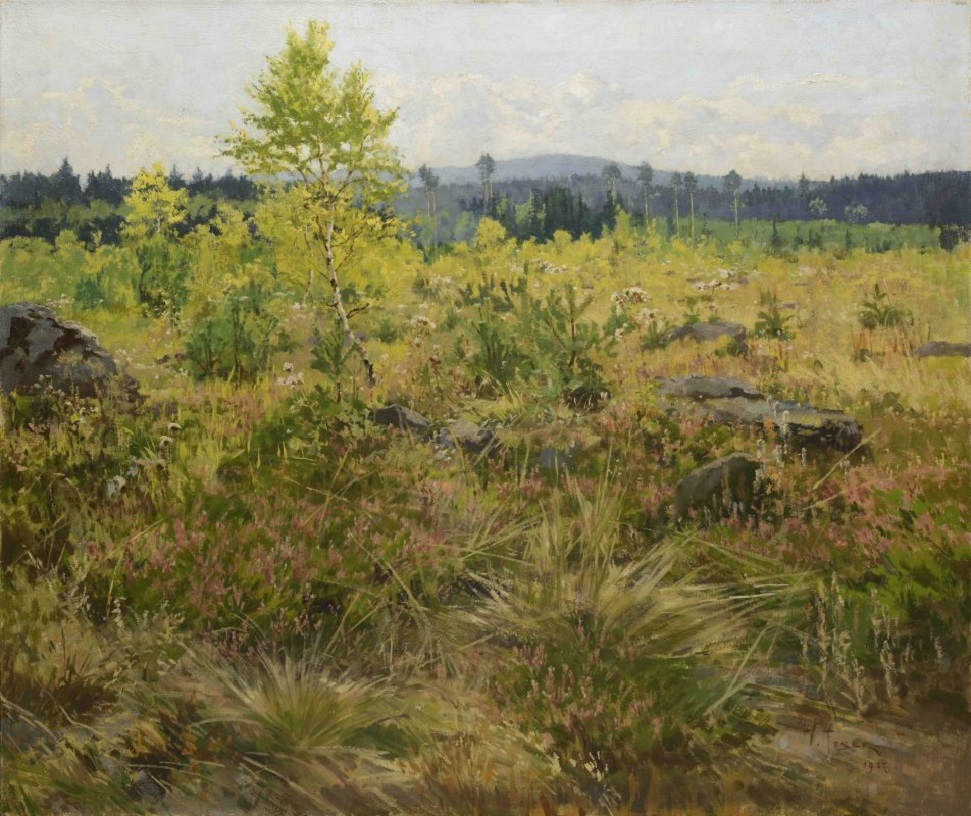
Vilém Trsek Paseka (1927)
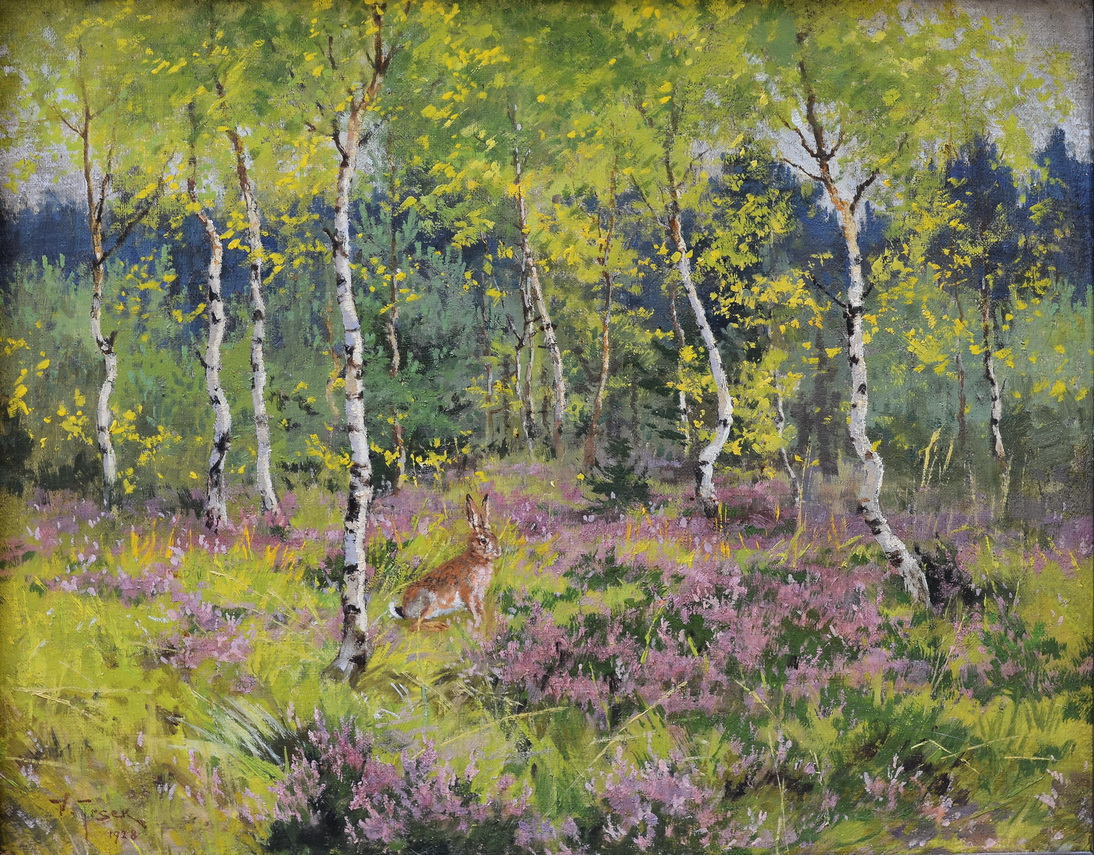
Vilém Trsek Lesní zátiší (1928)
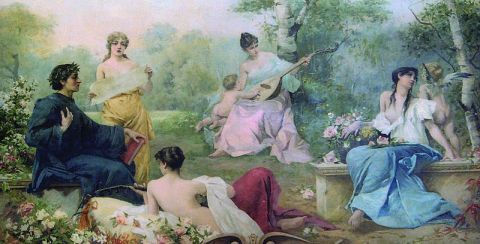
Vilém Trsek Umělec a múzy, opona pro městské divadlo v Mnichově Hradišti